# Hoop op Welvaart (schip, 1913)
De Hoop op Welvaart is een Nederlands varend monument uit 1899. Ze werd gebouwd als Helena op de werf Meijer te Zaltbommel. Het is een van de schepen die op tijd het certificaat van onderzoek heeft gekregen en na 30 december 2018 in de vaart mogen blijven. Veel van de bediening van het schip is gemakkelijker gemaakt. Strijkinstallatie (bokkepoten), strijkrol op ankerlier middels Benard-benzinemotor, grootzeil en zwaardlieren hydraulisch, hijsen van het grootzeil gebeurt elektrisch.

## Liggers Scheepmetingsdienst[1]
| Meetnummer | District en volgnr. | Meetdatum       | Meetplaats | Lengte [m] | Breedte [m] | Inzinking [m] | Waterverplaatsing [ton] | Naam         | Eigenaar         | Domicilie   |
| ---------- | ------------------- | --------------- | ---------- | ---------- | ----------- | ------------- | ----------------------- | ------------ | ---------------- | ----------- |
| G8033      | Groningen 8033      | 13 januari 1950 | Groningen  | 25,50      | 4,9         | –             | 110,222                 | Familietrouw | W. v.d. Boogaart | st Annaland |
| 4498       | Dordrecht 4498      | 16 oktober 1899 | Dortrecht  | 20,50      | 4.9         |               | 81.158                  | Elisabeth    | C. Pipping       | Vossemeer   |